# Mouvement central discret
 (juin 2006).
La forme ressemble trop à un extrait de cours et nécessite une réécriture afin de correspondre aux standards de Wikipédia.
Pour des personnes n'ayant aucun bagage en calcul différentiel et intégral, la mécanique peut quand même se comprendre en utilisant le calcul des différences discrètes : c'est-à-dire transposer les règles différentielles en règles de différence, mais en ajustant la force de manière adroite.
On peut ainsi faire comprendre le Mouvement à force centrale, même à des personnes ne possédant pas le calcul différentiel et intégral (cf Feynman).

## Mouvement newtonien discret
Le mouvement est plan. Le centre de force est le Soleil placé à l'origine O .
Les coordonnées de la planète {\displaystyle P\,} sont appelées {\displaystyle (x,y)\,} . Le théorème de Pythagore donne {\displaystyle OP=r={\sqrt {x^{2}+y^{2}}}\,}.
On notera les positions successives de la planète {\displaystyle P} aux temps {\displaystyle t(n)=n\cdot \tau } , {\displaystyle P(n)\,} de coordonnées {\displaystyle (x(n),y(n))\,}.La durée {\displaystyle \tau } est une durée appelée "pas temporel discret du calcul" : plus il est petit et meilleure est la trajectoire, mais plus les calculs sont longs.
On appelle vitesse de la planète selon l'axe {\displaystyle O_{x}\,} , {\displaystyle u\,} et selon l'axe {\displaystyle O_{y}\,}, {\displaystyle v\,} :
Le théorème de Pythagore donne {\displaystyle V={\sqrt {u^{2}+v^{2}}}\,}.
Mais attention, on appelle vitesse discrète {\displaystyle (u,v)\,} entre le point {\displaystyle P(n)\,} et le point {\displaystyle P(n+1)\,} :
{\displaystyle u(n+1)+u(n)=2{\frac {x(n+1)-x(n)}{\tau }}\,}.
et idem pour {\displaystyle O_{y}\,} :
{\displaystyle v(n+1)+v(n)=2{\frac {y(n+1)-y(n)}{\tau }}\,}.
L'accélération {\displaystyle (a,b)\,} sera {\displaystyle a(n)={\frac {u(n+1)-u(n)}{\tau }}\,} et selon {\displaystyle O_{y}\,} :
{\displaystyle b(n)={\frac {v(n+1)-v(n)}{\tau }}\,}.
Le principe fondamental de la dynamique énoncé par Newton en 1687 consiste à dire : étant deux points initiaux {\displaystyle P(0)\,} et {\displaystyle P(1)\,} on donne la règle générale qui à partir de ces deux points permet de calculer le suivant ; alors on continue
1. On peut en déduire {\displaystyle P(2)\,}
2. Puis à partir de {\displaystyle P(1)\,} et {\displaystyle P(2)\,} , calculer {\displaystyle P(3)\,}
3. Et continuer ainsi pour calculer tous les points de la trajectoire.

C'est une règle simple. Il en existe de plus sophistiquées, certes.

## Loi de force newtonienne discrète
Dans le cas du mouvement des planètes, cas discret, la loi de Newton est légèrement modifiée :
la composante de l'accélération selon {\displaystyle O_{x}\,} est :
{\displaystyle F_{x}(n)={\frac {-k}{r(n)r(n+1)}}\cdot {\frac {x(n+1)+x(n)}{r(n+1)+r(n)}}\,}
et idem selon {\displaystyle O_{y}\,} :
{\displaystyle F_{y}(n)={\frac {-k}{r(n)r(n+1)}}\cdot {\frac {y(n+1)+y(n)}{r(n+1)+r(n)}}\,}
Grâce à cette loi de force, on peut démontrer par un calcul dit télescopique (les termes s'éliminent progressivement) que :
- l'énergie cinétique s'écrit {\displaystyle T(n)={\frac {1}{2}}\cdot m\cdot [u(n)^{2}+v(n)^{2}],}
- le travail élémentaire de la force s'écrit {\displaystyle w(n)=[x(n+1)-x(n)]\cdot F_{x}(n)+[y(n+1)-y(n)]\cdot F_{y}(n)\,},

- le travail total {\displaystyle W(n)\,} est {\displaystyle \sum _{k=0}^{n-1}w(k)\,}.

- On trouve alors la conservation de l'énergie mécanique :

{\displaystyle T(n)+W(n)=T(0)+W(0)=constante\,}.
- En faisant tous les calculs, on trouve {\displaystyle W(n)={\frac {-k}{r(n)}}\,} tout simplement.

## Méthode d'itération
Là se pose le vrai problème :
En effet, il faudra résoudre le système de 4 équations (non linéaires) à 4 inconnues x(2),y(2),u(2) et v(2), qui est assez compliqué, mais que tout système type maple est capable de résoudre.
Il suffit alors de réitérer avec x(1),y(1),u(1),v(1) comme point de départ.
On vérifiera qu'au cours du calcul, l'énergie reste bien constante aux arrondis de calculs près. Les trajectoires sont au moins aussi belles que celles données par une méthode de Runge-Kutta d'ordre 4.
Remarque : comme pour tout calcul numérique, on n'opère jamais brutalement avec les valeurs réelles en S.I. qui n'a évidemment aucun sens pour un ordinateur. On opère donc en unité réduite, bâtie à partir du système d'unités naturelles des 4 équations récurrentes à étudier.

## Loi de Hooke
Dans ce cas la loi de force est plus simple, puisque l'on remplace
la loi de Hooke par la loi de Hooke discrète :
- {\displaystyle F_{x}(n)=-{\frac {x(n+1)+x(n)}{r(n+1)+r(n)}}}
- {\displaystyle F_{y}(n)=-{\frac {y(n+1)+y(n)}{r(n+1)+r(n)}}}

Les calculs se conduisent ensuite comme précédemment.
Évidemment cette fois, on obtient une ellipse dont le centre de force O est le centre de l'ellipse.
- Note-conjecture : existe-t-il une transformation d'Arnold, de ce problème en le précédent ?